# Taracus ubicki
Espèce
Taracus ubicki est une espèce d'opilions dyspnois de la famille des Taracidae.

## Distribution
Cette espèce est endémique de Californie aux États-Unis. Elle se rencontre dans les comtés de Mendocino, de Humboldt, de Del Norte, de Trinity, de Siskiyou, de Modoc, de Sonoma, de Marin, de San Mateo et de Santa Cruz.

## Description
Le mâle holotype mesure 4,70 mm et la femelle paratype 5,4 mm.

## Systématique et taxinomie
Cette espèce a été décrite par Shear en 2016.

## Étymologie
Cette espèce est nommée en l'honneur de Darrell Ubick.

## Publication originale
- Shear & Warfel, 2016 : « The harvestman genus Taracus Simon 1879, and the new genus Oskoron (Opiliones: Ischyropsalidoidea: Taracidae). » Zootaxa, no 4180, p. 1–71.